# Jan Adam z Lamberka
Jan (Hanuš) Adam z Lamberka, či též z Lambergu (německy Johann (Hans) Adam von Lamberg, 7. března 1677, Vídeň nebo Steyr – 16. ledna 1708, Innsbruck) byl rakouský šlechtic, říšský hrabě z rodu Lambergů, svobodný pán z Orteneggu a Ottensteinu. Působil jako císařský komorník, komorní rada a zemský lovčí v Rakousích nad Enží.

## Život
Narodil se jako jedenácté dítě a druhý syn hraběte Františka Josefa z Lambergu-Steyru (1637–1712) ze starší knížecí linie rodu Lambergů a jeho manželky hraběnky Anny Marie z Trauttmansdorff-Weinsbergu (1642–1727), dcerou českého místodržitele Adama Matyáše z Trauttmansdorff (1617–1684) a Evy Johany ze Šternberka. 
Měl bratry Leopolda Matyáše (1667–1711) a Františka Antonína (1678–1759), kardinála Josefa Dominika (1680–1761), jeho sufragánní biskup Františka Aloise (1692–1732), jakož i hrabě Jana Filipa (1684–1735) a Jana Ferdinanda (1689–1764) a sestru Marii Maxmilianu (1671–1718).
Protože byl druhým synem a Steyrské panství bylo určeno jeho staršímu bratrovi Leopoldu Matyášovi, převzal jeho strýc, pasovský kníže-biskup Jan Filip z Lambergu (1651–1712), jeho svěřenský podíl, přivedl ho ke svému dvoru v Pasově, adoptoval ho jako své dítě a určil ho dědicem svěřenského fondu Kitzbühel, jejž získal v roce 1696 od vzdáleného příbuzného biskupa Jana Raimunda z Lambergu.

### Manželství
Jan Adam se zamiloval do Antonie Eleonory, nejstarší dcery knížete Antonína Floriána z Lichtenštejna, který však byl proti tomuto svazku, pravděpodobně kvůli Lambergovu nedostatečnému bohatství. Jan Adam proto s pomocí Antonie Eleonory na jaře roku 1702 svou nevěstu unesl z domu jejích rodičů ve Vídni (podle jiných zdrojů z kostela svatého Kříže). Dne 23. září 1702 se pár vzal na útěku a ukrýval se v Kitzbühelu. 
Koncem září 1702 novomanželé přijeli na zámek Lamberg ve Steyru, kde Jan Adam požádal svého otce o věno, jitřní dary a vdovský dům pro svou manželku. 
V říjnu 1702 byl na popud knížete Lichtenštejna Jan Adam odvolán z funkce okresního správce a lovčího a v listopadu uvězněn v Štýrském Hradci. Antonie Eleonora byla nejprve převezena do kláštera celestinek ve Steyru, poté do kláštera uršulinek v Innsbrucku. 
Po půl roce, koncem dubna 1703, byli oba omilostněni, kníže Lichtenštejn se však navzdory snahám kardinála Jana Filipa a dokonce samotného císaře nenechal přesvědčit. Celá záležitost skončila až předčasnou smrtí Jana Adama v lednu 1708. 
Ovdovělá Antonie Eleonora se provdala za hraběte Ehrgotta Maxmiliána z Kuefsteinu (1676–1728), jehož byl druhou manželkou. S ním měla čtyři děti. Zemřela 19. prosince 1715.